# Chuck Panozzo
Charles Salvatore "Chuck" Panozzo (* 20. února 1948 Chicago, Illinois, USA) je americký hudebník, známý jako baskytarista skupiny Styx. Skupinu spoluzakládal se svým bratrem - dvojčetem, bubeníkem Johnem Panozzo, který zemřel v červenci 1996 a zpěvákem/klávesistou Dennisem DeYoungem.
V roce 2001 oznámil že je homosexuál, HIV pozitivní; a zúčastnil se kampaně osvěty onemocnění AIDS a za práva homosexuálů. V roce 2006 poskytl rozhovor pro časopis Frontiers, kde se o tom poprvé zmínil. Následující rok vydal svoji autobiografii The Grand Illusion: Love, Lies, and My Life With Styx (Velkolepá iluze: Láska, lži a můj život se Styx).